# کبر (گیاه)

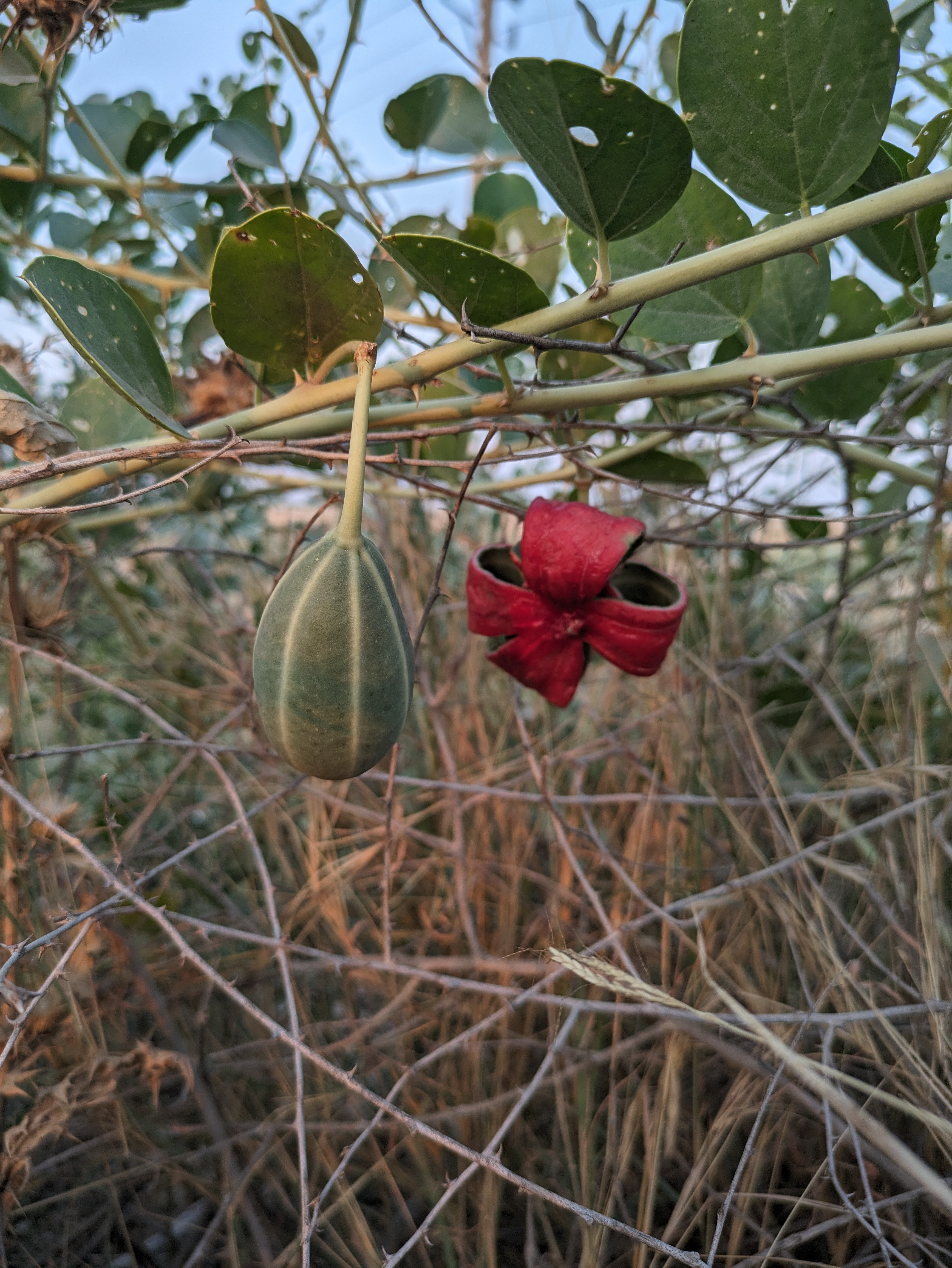
میوه لگچی خودرو در بهبهان

کَبَر (نام علمی: Capparis spinosa)، معروف به کپرگل، علف مار یا هندوانه کوهی، گیاهی از راسته کلم‌سانان، تیره کبریان، سرده کبرها است. این گیاه با نام‌های کبرو، دَک، باکو، داغ قارپوزی، خیاروک، لگجی، لیجین، لیجون و کبرک درخت اَصَف نیز شناخته می‌شود.

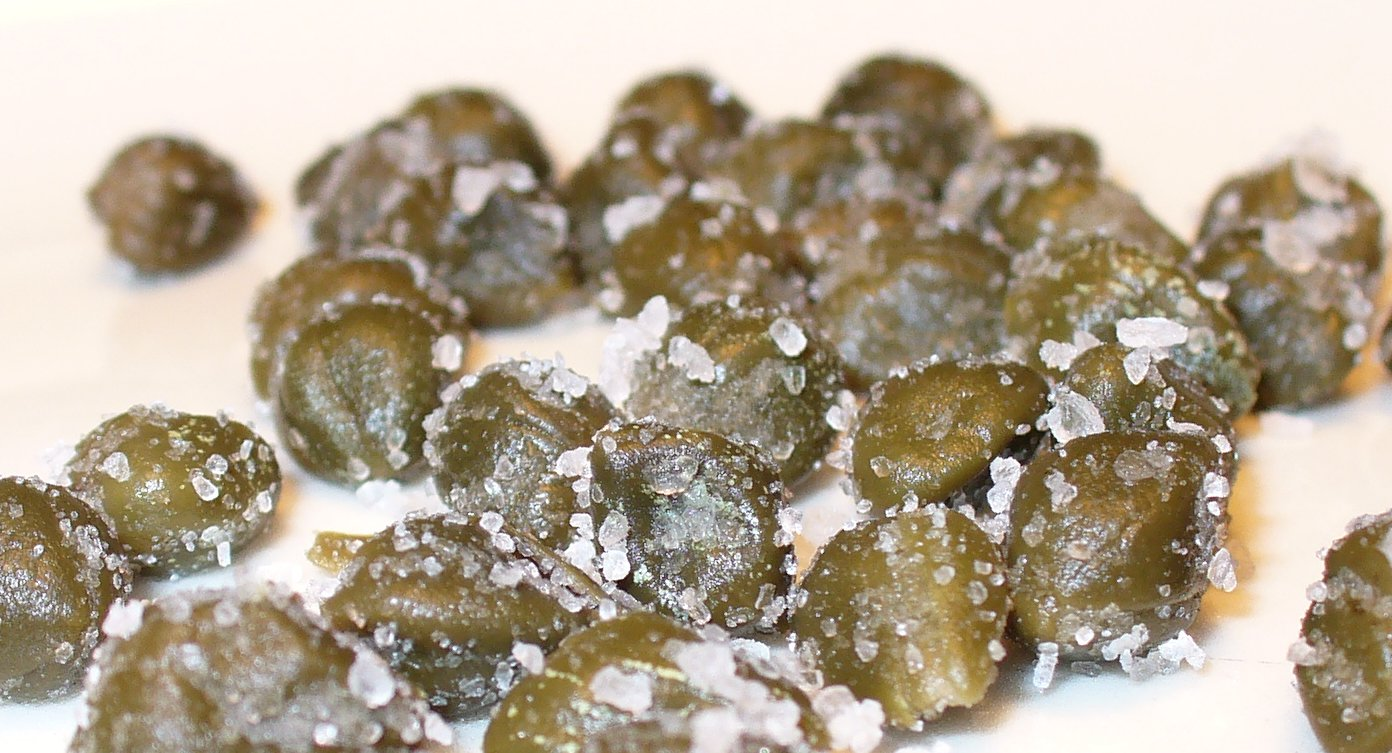
میوه نمک‌سود کبر.

کبر دارای یک تاریخ طولانی استفاده توسط انسان است؛ شواهد اولیه مصرف آن به حدود ۱۸۰۰۰ سال قبل در مصر علیا برمی‌گردد. همچنین در ۶۰۰۰ سال قبل از میلاد مسیح در ایران مورد استفاده بوده‌است. این گیاه بومی حوزه مدیترانه است و به خوبی به محیط‌های نامساعد، گرمای خشک و شدت‌های بالای تشعشع سازگار شده‌است. این گونه دائمی خاردار و خزان‌کننده گزینه مناسبی برای ازدیاد موفقیت‌آمیز در محیط‌های خشک، نیمه‌خشک و شور به‌شمار می‌آید. ویژگی‌های خاص کبر باعث شده‌است که در سال‌های اخیر فعالیت‌های مرتبط با کشت آن در برآورده ساختن تقاضای جهانی برای فرآورده‌های خوراکی آن مورد توجه بسیاری قرار گیرد؛ به ویژه این که با یک تمرکز فزآینده جهانی بر روی سامانه‌های تولید و کیفیت پایدار، تولید غذای پاک و سبز از اهمیت ویژه‌ای برخوردار شده‌است. این گیاه به صورت خودروی، روی پرتگاه‌های سنگلاخی، در اکوسیستم‌های خشک ساحلی با تحمل بادهای شدید و در اکوسیستم‌های بیابانی گرم و خشک رشد می‌کند و چون توانایی بیشینه ساختن جذب عناصر غذایی از خاک را دارد، ویژگی‌های یک گیاه تطابق‌یافته با خاک‌های فقیر از عناصر غذایی و رطوبت را از خود بروز می‌دهد. کبر از طریق بذر یا قلمه ساقه تکثیر می‌شود؛ هرچند که با توجه به خفتگی بذر و مشکل استقرار قلمه‌های ریشه‌دار شده، توسعه کشت آن دارای محدودیت‌هایی است. از جوانه‌های تازه این گیاه و میوه این گیاه در کازرون جهت تهیه ترشی استفاده می‌شود که به ترشی میوه آن اصطلاحاً ترشی گلک و به ترشی جوانه‌های خود گیاه ترشی کورک گفته می‌شود

## رویشگاه

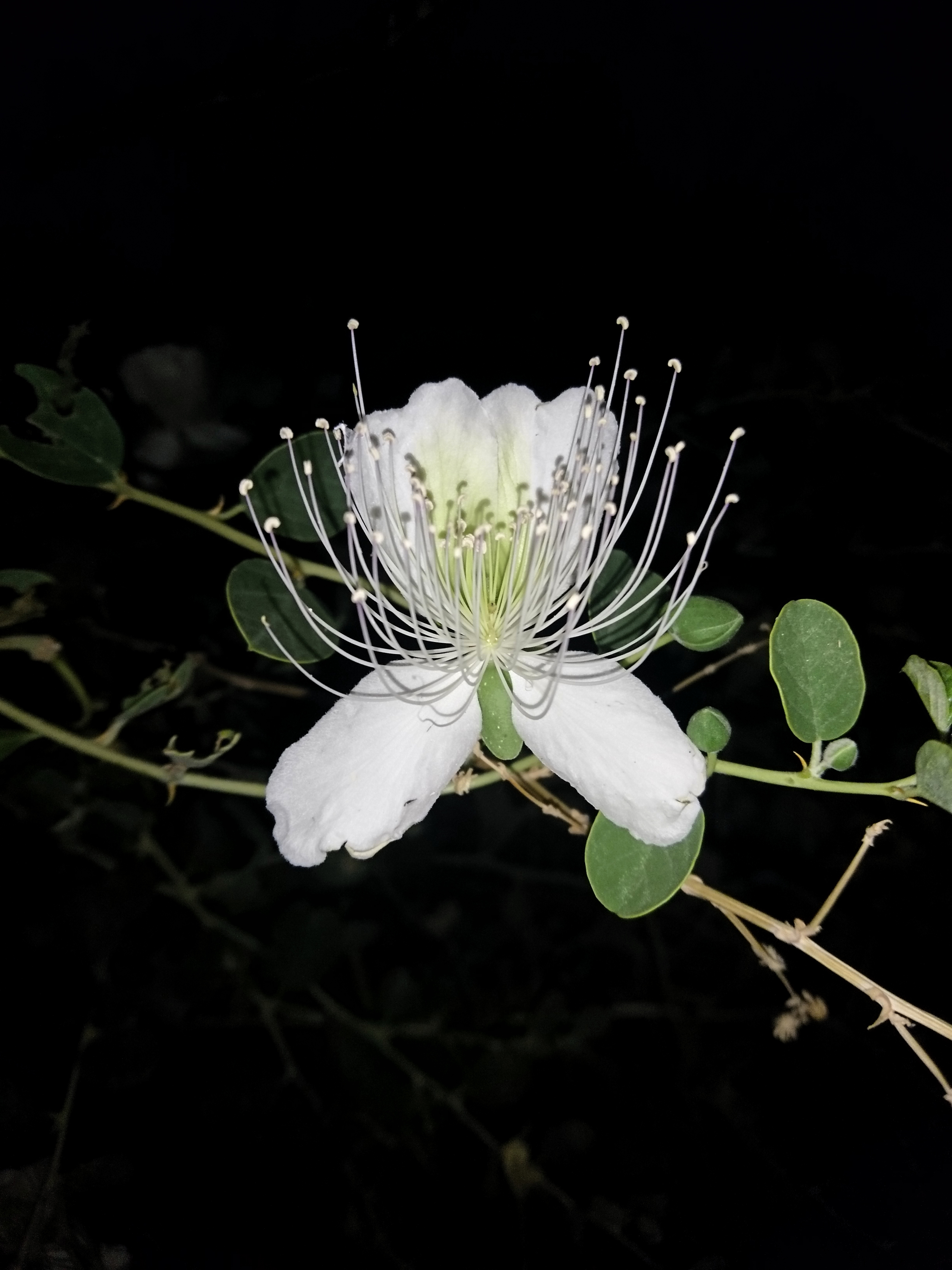
گیاه لگچی خودرو در بهبهان

کبر گیاهی بومی مدیترانه، در آب و هوای مرطوب و گرم کشورهای قبرس، ایتالیا، یونان، آفریقای شمالی و برخی مناطق آسیا به عمل می‌آید.
کبر در ایران همچنین در بلندی‌های بالای ۲۵۰۰ متر در استان اردبیل (شهرستان پارس‌آباد)، ایلام، فارس، بوشهر، کرمانشاه، خوزستان، کهگیلویه و بویراحمد، یزد، سیستان و بلوچستان منطقه ساحلی بلوچستان .کرمان و جنوب استان کرمان جیرفت، عنبرآباد، کهنوج، رودبار، فاریاب، قلعه گنج و منوجان (ارتفاعات روستای اسلام‌آباد شیبکوه شهرستان منوجان) می‌روید. (به اسم محلی یاردون در ایلام و در دهلران به اسم «باکِه» شناخته می‌شود). در منطقه نوجین از بخش‌های شهرستان فراشبند در جنوب غرب استان فارس یکی از مرغوب‌ترین میوه‌های گیاه کَبَر که به زبان بومی به آن لیجین یا لگجی گفته می‌شود به دست می‌آید و وارد بازارهای شهرستان‌های همسایه به ویژه کازرون می‌شود.
این گیاه در ولایات بغلان و بدخشان افغانستان و هم در کشورهای تاجیکستان و ازبکستان می‌روید. این گیاه در استان کرمان شهرستان‌های جیرفت و عنبرآباد و ارزوئیه فراوان یافت می‌شود و با نام دک و دهک شناخته می‌شود و همچنین در روستای سیمکوئیه در استان یزد از توابع شهرستان بهاباد نیز یافت می‌شود، همچنین در شهرستان پلدشت در استان آذربایجان غربی به وفور یافت می‌شود. در کرمانشاه به زبان محلی به آن شیه‌پله (sheya pala) گفته می‌شود. در بخش گوواور، از توابع شهرستان گیلان‌غرب به فراوانی یافت می‌شود. در ضمن در شهرستان رامهرمز استان خوزستان به وفور یافت می‌شود. اکثریت مردم رامهرمز به آن لگجی می‌گویند و بیشتر میوه رسیده آن را به صورت خام می‌خورند و عده‌ای کم از مردم رامهرمز ازآن ترشی درست می‌کنند. در ضمن به عقیده مردم محلی غذای محبوب روباه در فصل بهار است. در آبادان و جزیره مینو به زبان عربی به این گیاه که به صورت خودرو در بیشتر مناطق شهر و زمین‌های بایر اطراف و بیابان‌ها می‌روید شِفِلّح گفته می‌شود که اهالی از آن جهت خام‌خواری و همچنین تهیه ترشی استفاده می‌کنند. همچنین این گیاه در دزفول و شوشتر تقریباً تمامی زمین‌های بایر داخل شهر و اطراف آن می‌روید. در دزفول به آن بوکو گفته می‌شود و بیشتر از ترشی آن استفاده می‌شود.

## گیاه‌شناسی

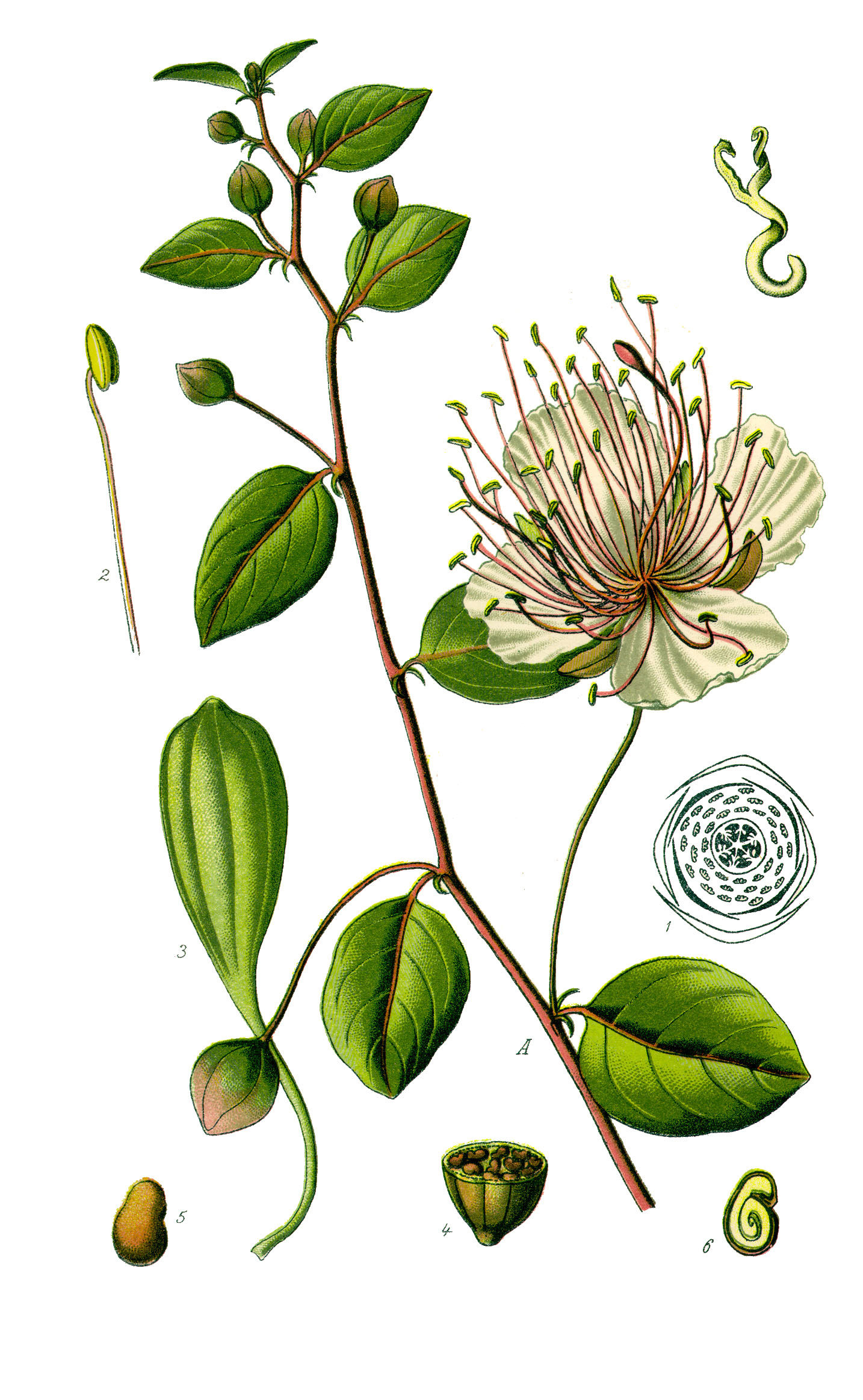

کبر گیاهی بوته‌مانند و دارای شاخه‌های چوبی باریک و دراز است که شاخه‌های کهنسال آن بی‌برگ ولی شاخه‌های جوان آن دارای برگ‌های کوچک، باریک و به درازای ۱۲–۴ میلی‌متر و منتهی به نوک خار مانند است.
این گیاه ریشه بسیار سخت و بلند با پوست کلفت دارد که پس از خشک شدن از مغز چوبی آن جدا می‌شود.
این گیاه ممکن است تا سی سال عمر کند.
میوه این گیاه کروی شکل (به درشتی یک گیلاس کوچک)، بدون تار و به رنگ سبز با خطوط موازی سبز یا زرد کمرنگ است و درون میوه آن قرمز و پر از دانه‌های کوچک و لزج است. یک گونه از گیاه کبر در جنوب استان بوشهر و کوه‌های اطراف عسلویه وجود دارد که بیشتر در صخره‌ها می‌روید و خار کمتری نسبت به بقیه گونه‌ها دارد و میوه آن بزرگ‌تر از گونه‌های دیگر است و رنگ میوه قرمز و قسمت مغز گوشتی و خوراکی میوه به رنگ زرد و سازگار شده با مناطق گرم و مرطوب است.
میوهٔ این گیاه بیضی شکل، ابتدا به رنگ سبز روشن است که تدریجاً متمایل به قرمز می‌شود و گوشتدار است. موسم گلدهی این گیاه اردیبهشت تا خردادماه و در مناطق ساحلی بلوچستان از اواسط اردیبهشت تا اواخر مهرماه است. محل رشد و پراکنش این‌گونه بیشتر در نواحی کم‌ارتفاع و گرم و مرطوب است و در بیشتر نواحی ایران از جمله شهرستان شهداد مشاهده می‌شود. کبر فوق‌العاده به خشکی مقاوم است و ریشهٔ آن می‌تواند تا اعماق زیادی درون خاک نفوذ کند تا بتواند از رطوبت لازم برخوردار شود. اندام‌های رویشی: گیاهی پایا، به شکل درختچه‌های کوچک و خاردار، با انشعابات گسترده و خوابیده که توسط بذر تکثیر می‌یابد.
ساقه‌های این گیاه پوشیده از کرک متعدد، به طول ۱۰ مترمربع که دارای انشعابات سخت و گسترده‌است و بر روی زمین پهن شده‌اند. برگ‌ها تقریباً متناوب، کرک‌دار، مدوّر، تخم‌مرغی شکل، به طول ۲ سانتی‌متر که در قاعده دارای گوشوارکی خارمانند و قلابی شکل است.
اندام‌های زایشی: گل‌ها بزرگ، معطر، و به رنگ سفید تا متمایل به قرمز و دارای چهار کاسبرگ هستند که کاسبرگ‌های بیرونی بسیار بزرگ‌تر از کاسبرگ‌های داخلی هستند.

## مصارف
این گیاه دارای مصارف و فوایدی متنوعی از قبیل؛ پایداری بوم شناختی، تنوع زیستی، حفاظت خاک، احیای اراضی، تناسب با کشاورزی کم نهاده، ایجاد فرصت‌های شغلی، فضای سبز، مصرف خوراکی و دارویی و غیره است. بدیهی است توسعه کشت کور در مناطق حاشیه‌ای و مکان‌هایی که کاشت سایر گیاهان زراعی متداول سودبخش نبوده، علاوه بر یک درآمد جانبی برای کشاورزان فقیر، به عنوان راهبردی جهت توسعه کشاورزی بوم شناختی، به ویژه کشاورزی کم نهاده، در سطح زمین‌های آسیب‌پذیر مطرح است.
در استان فارس از میوه‌های کَبَر بعد از تلخی‌زدایی ترشی تهیه می‌شود.
کبر یک جزء جدانشدنی از غذاهای ایتالیایی مخصوصاً غذاهای سیسیلی و جنوب ایتالیا است. از کبر به وفور در انواع سالادها، سالادهای پاستا، پیتزا، خوراک‌های گوشتی و انواع سس‌های پاستا استفاده می‌شود.
همچنین خوراک گل کبر یکی از غذاهای سنتی و اصیل استان قزوین است که با استفاده از گیاه دارویی و بومی کبر (Capparis spinosa) تهیه می‌شود. این غذا علاوه بر طعم منحصربه‌فرد، دارای خواص درمانی متعددی است و در طب سنتی نیز جایگاه ویژه‌ای دارد.
کبرها در گیاه‌پزشکی بر اساس اندازه آنها طبقه‌بندی می‌شوند که به شرح زیر تعریف شده‌است، که کوچک‌ترین اندازه‌ها مطلوب‌ترین هستند: 
- پریل (تا ۷ میلی‌متر)
- سرفین (۷–۸ میلی‌متر)
- کاپوسین (۸–۹ میلی‌متر)
- کاپوتی (۹–۱۱ میلی‌متر)
- ریزه (۱۱–۱۳ میلی‌متر)
- گروسا (۱۴+ میلی‌متر)

## خواص گیاهی و دارویی
گیاه کبر افزودنی بسیار مغذی برای برخی از غذاهای مدیترانه‌ای به‌شمار می‌رود اما برخی از جوانه‌های کوچک این گل به دلیل تلخی غیرقابل خوردن است. کبرها دارای اثرات آنتی‌اکسیدانی، ضد التهابی و ضد دیابتی هستند به طوری که از آنها از سالیان کهن برای درمان استفاده می‌کردند. اما خواص و اثراتی که می‌توان برای آن در نظر گرفت؛
* کمک به کنترل دیابت
- داشتن استخوان سالم
- کاهش کلسترول
- تسکین احتقان
- کمک به گوارش
- تقویت رشد مو
- خواص ضد التهابی
- پیشگیری از آلزایمر
- کمک به بهبودی سلامت قلب
- تقویت ایمنی
- کمک به مقابله با خطر کم خونی

## نگارخانه

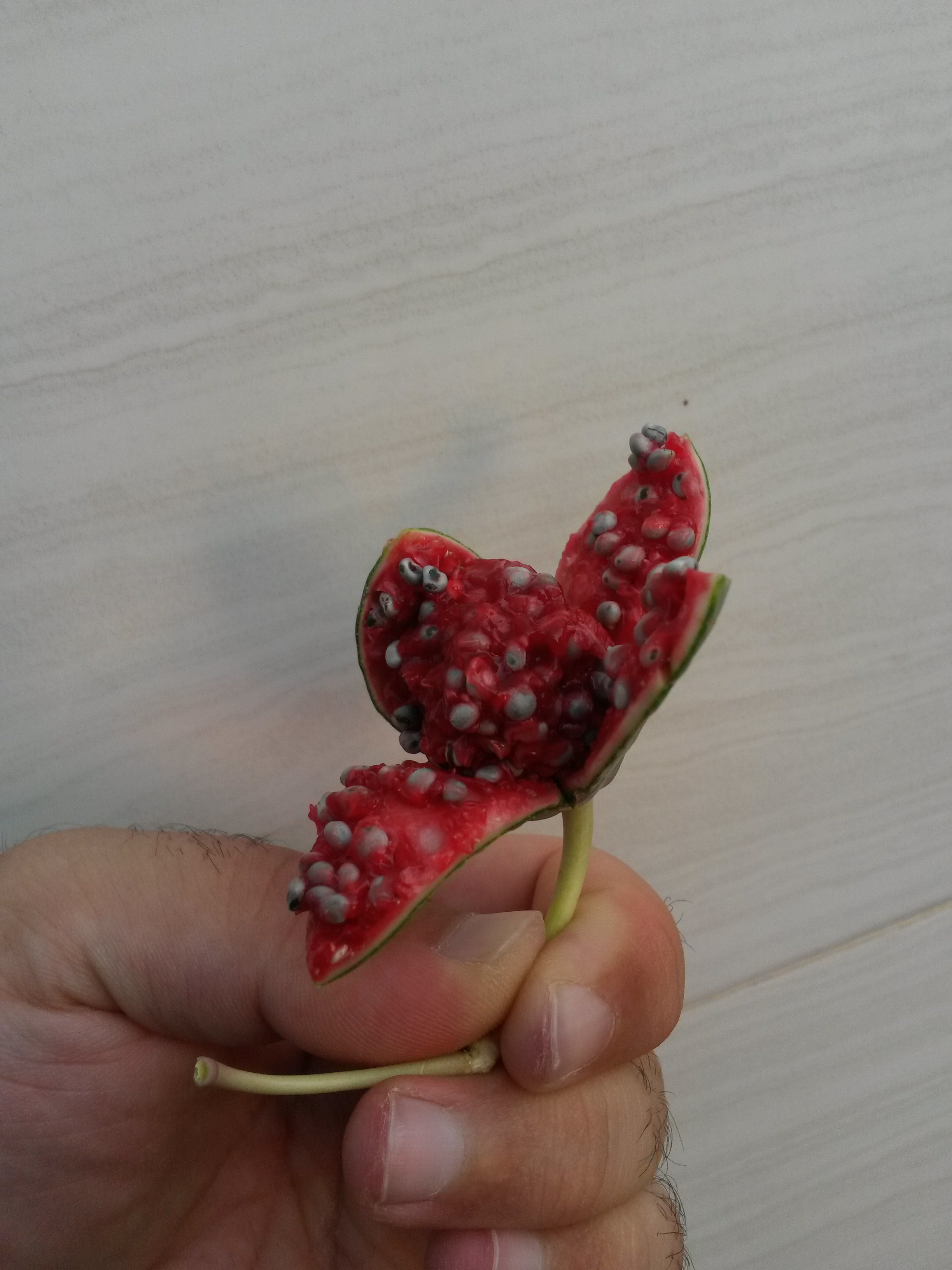
میوه رسیده کبر (لگجی)
میوه نرسیده لگجی
میوه نرسیده لگجی  که با چاقو بریده شده.
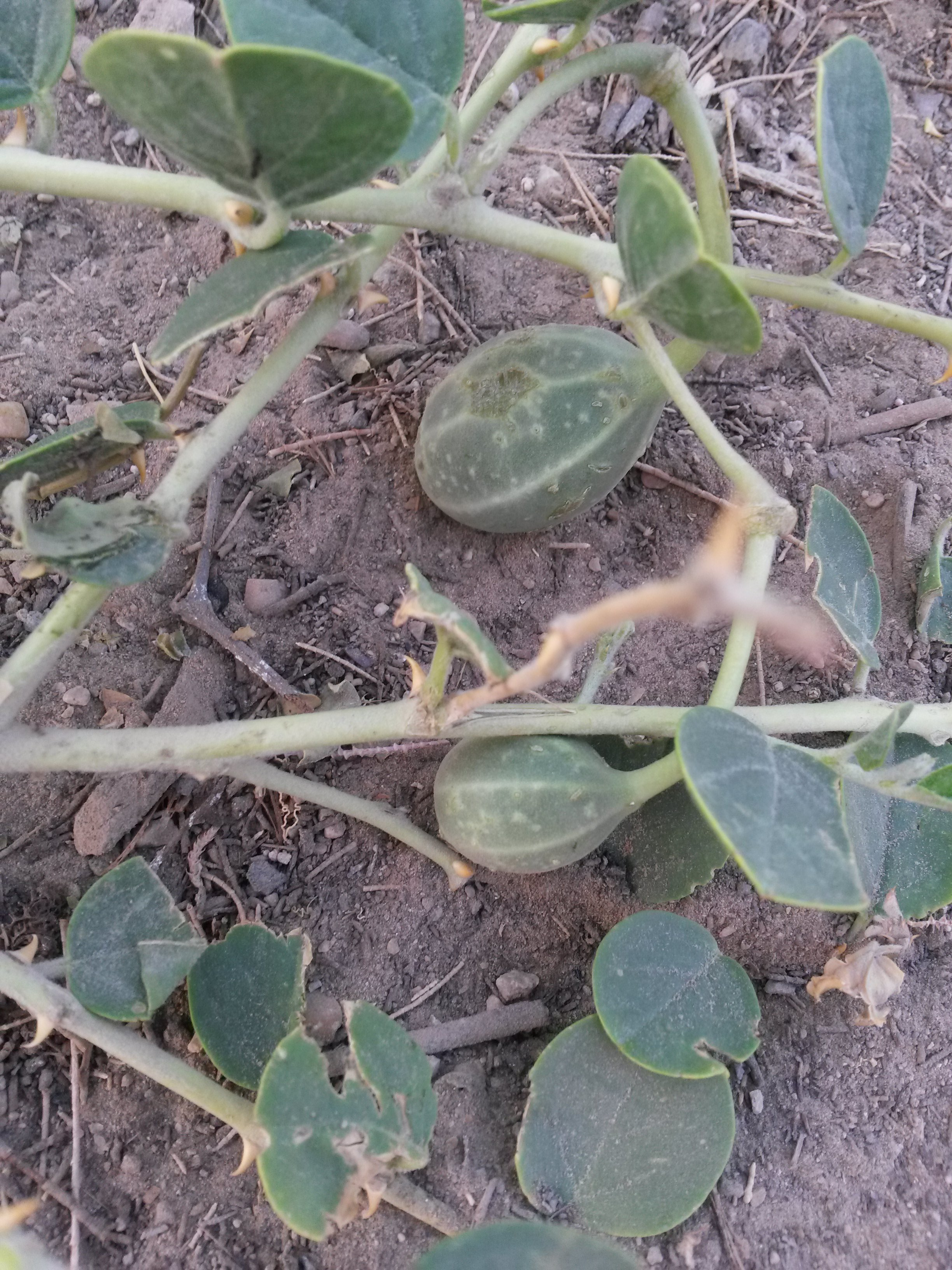
میوه‌های کبر (لگجی) بر روی بوته
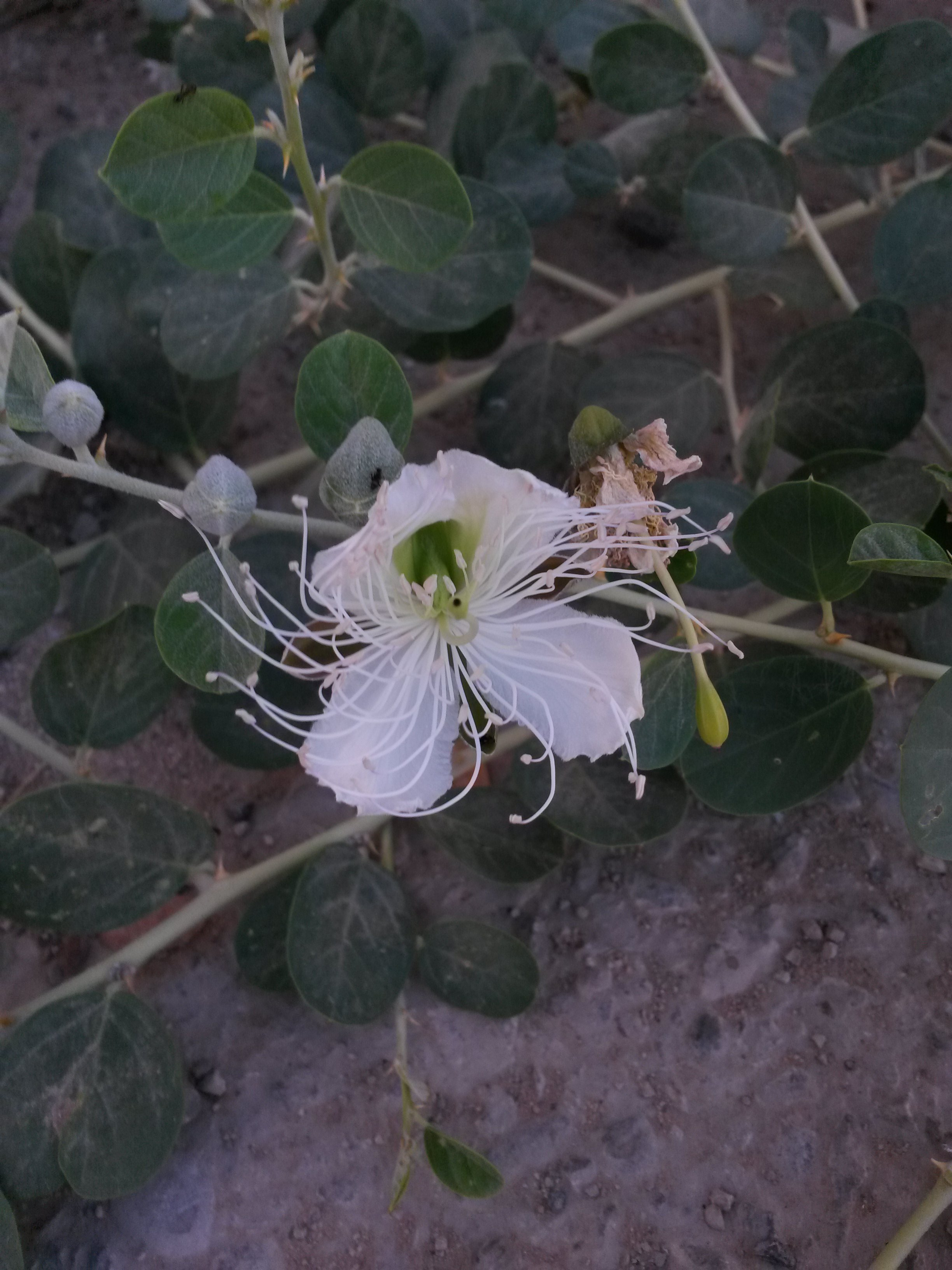
نمای نزدیک از گل کبر
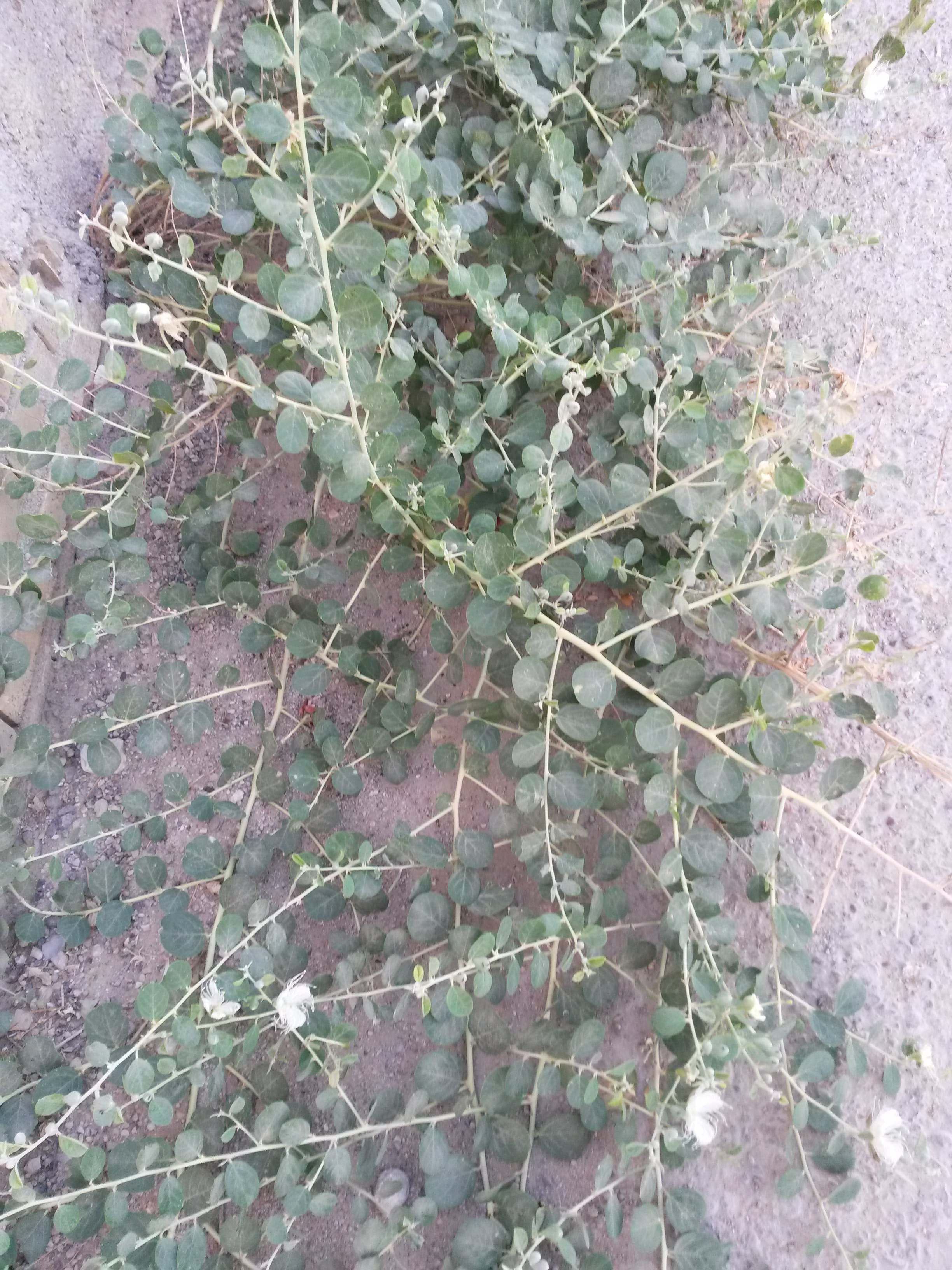
بوته چند ماهه کبر
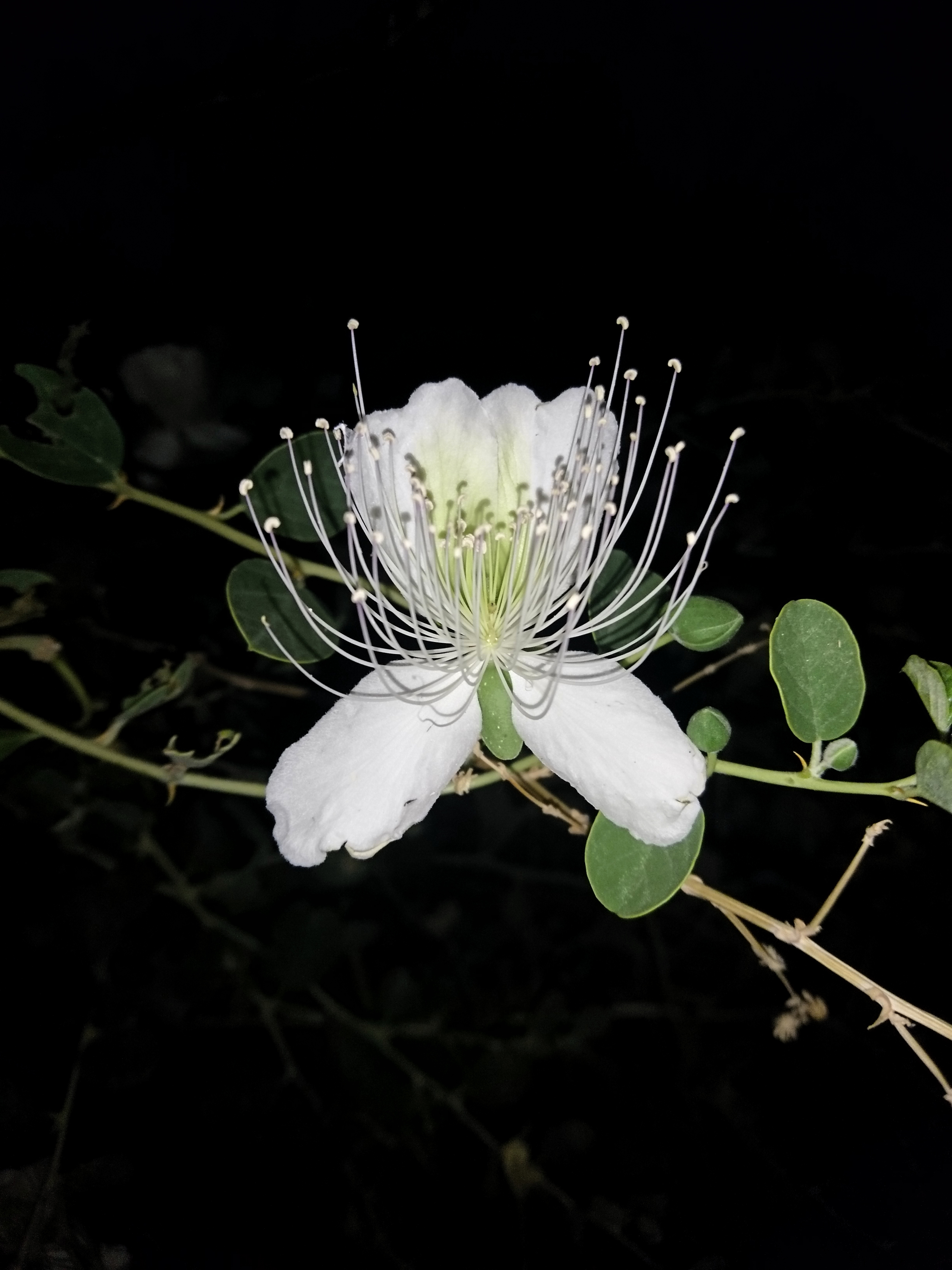
گل لگچی
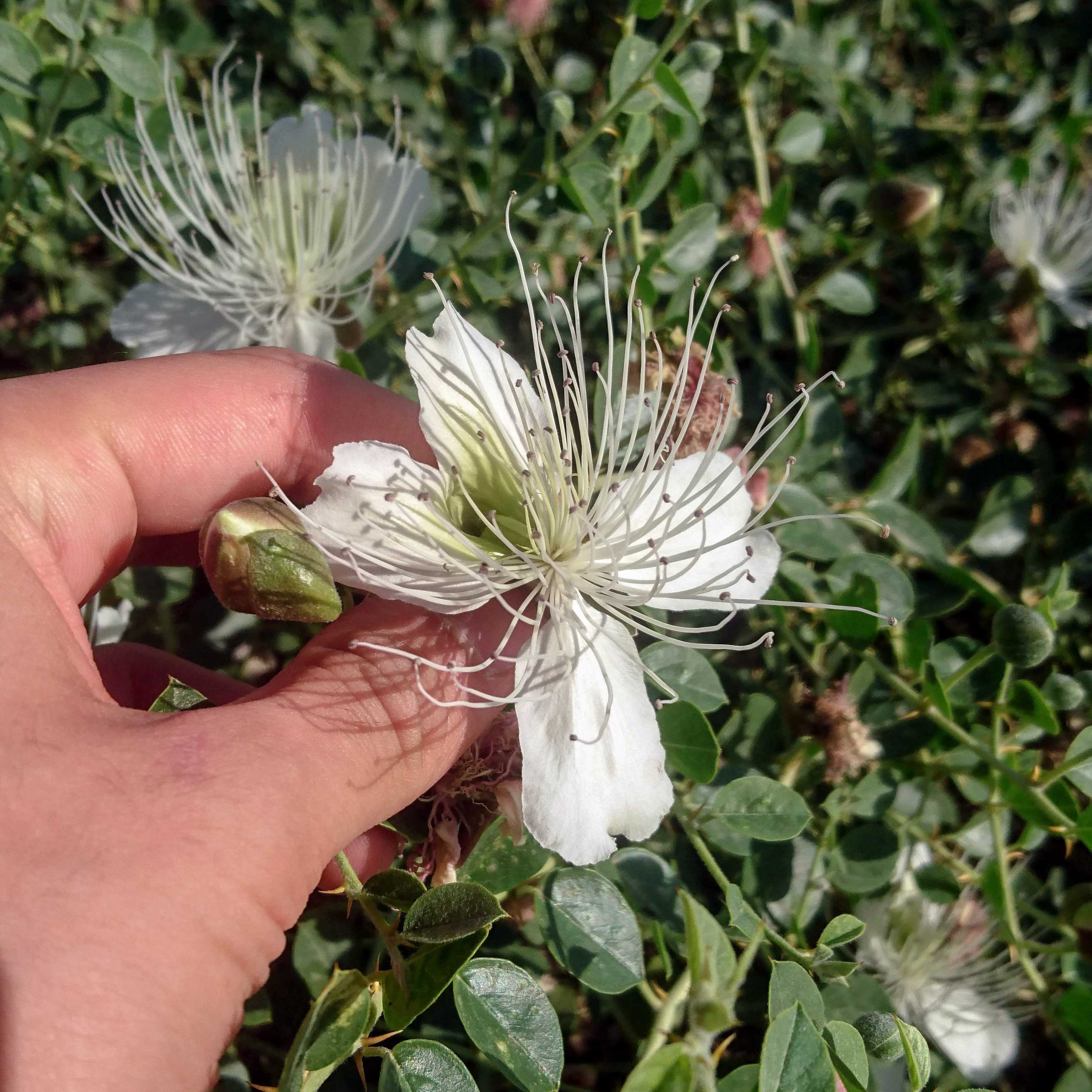
گل گیاه کبر یا علف مار
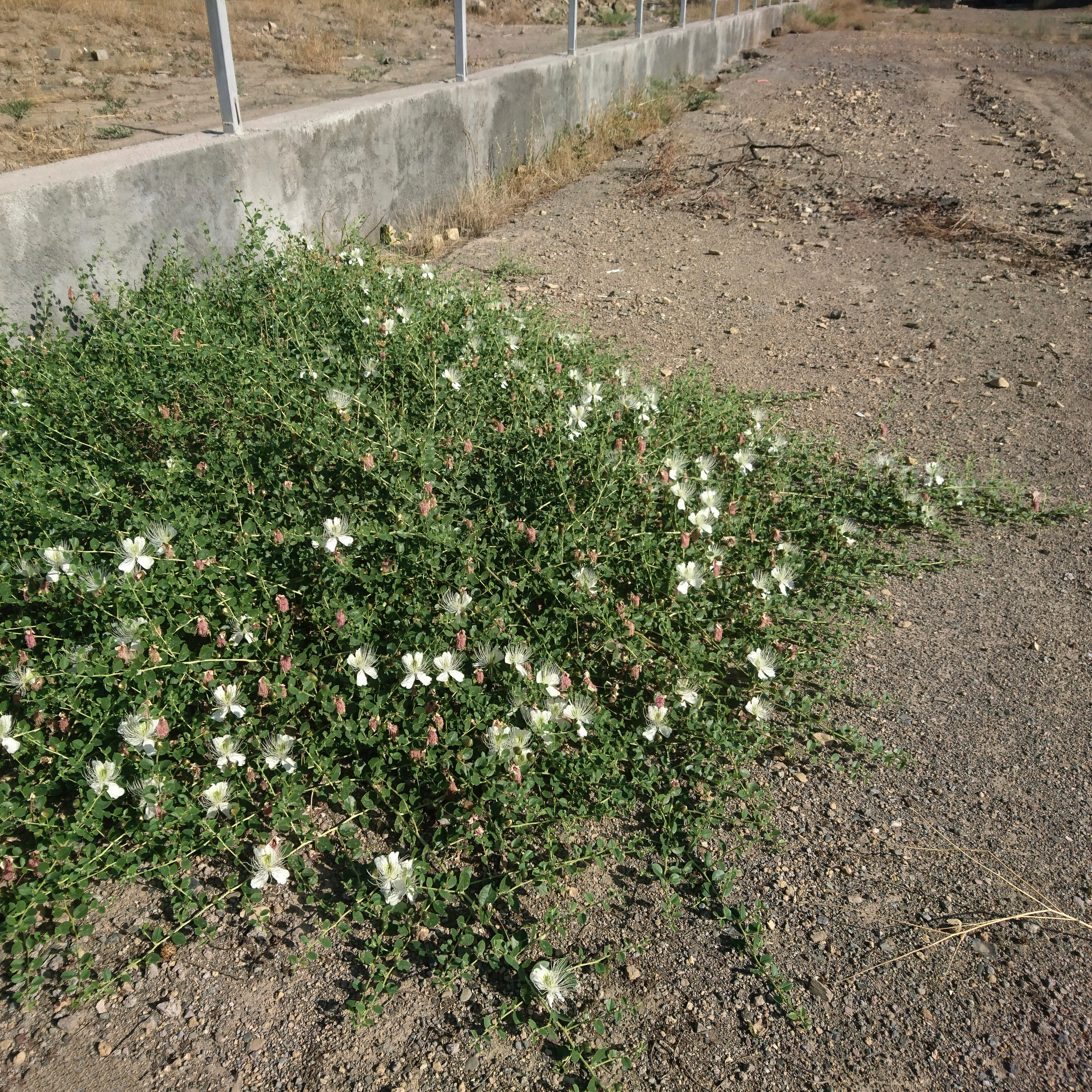
حالت رشدی خزنده
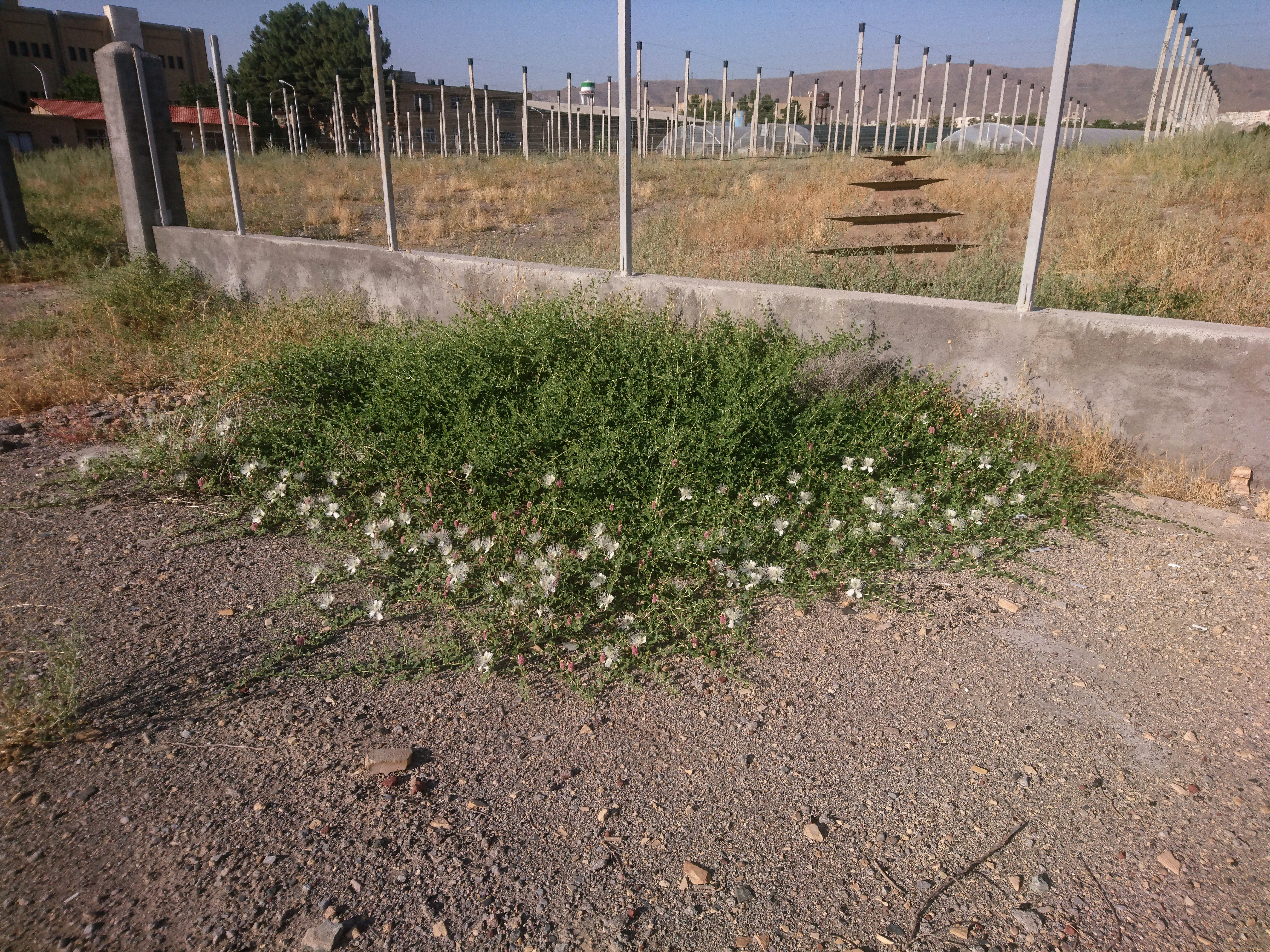
حالت رشدی خزنده
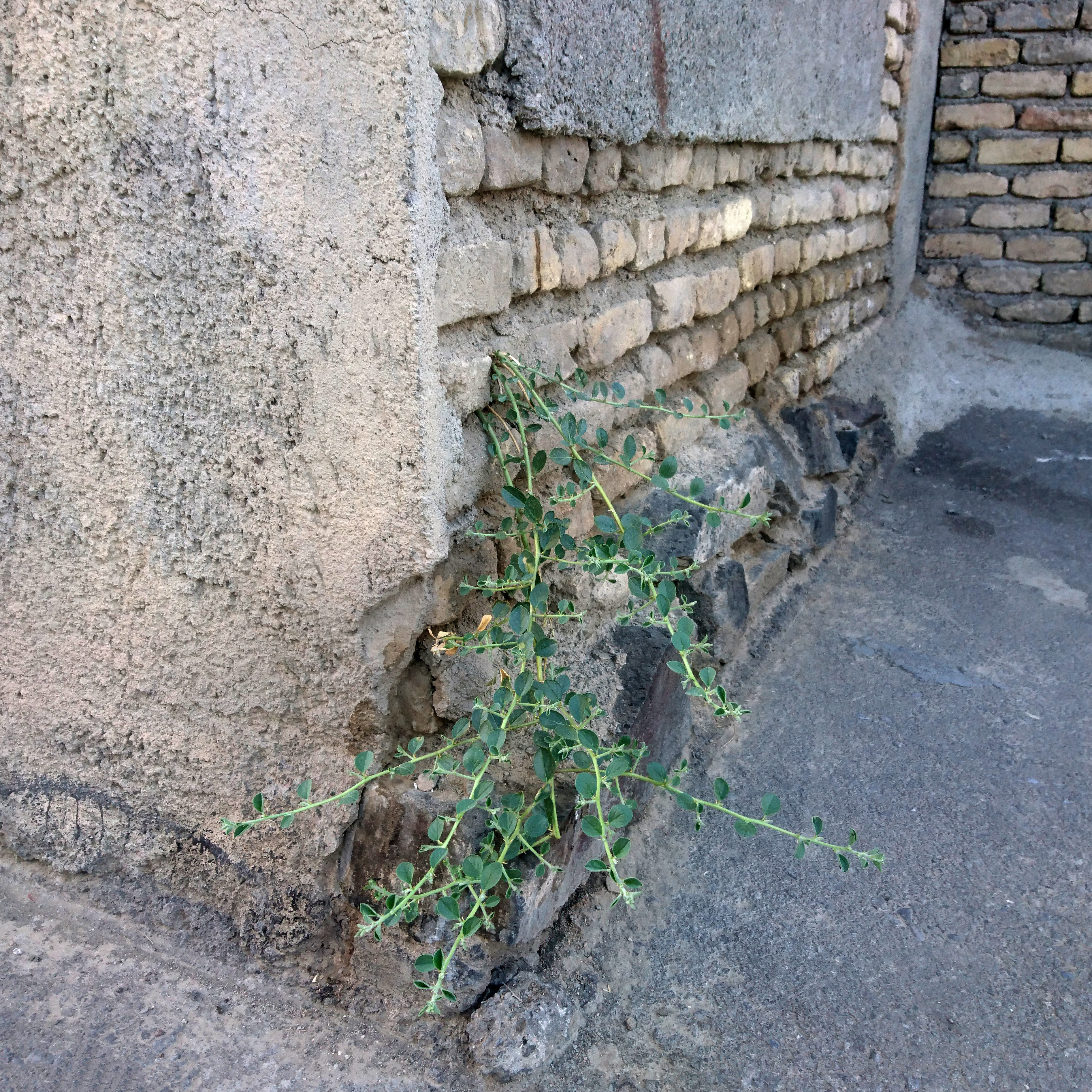
رویش کبر از درون دیوار
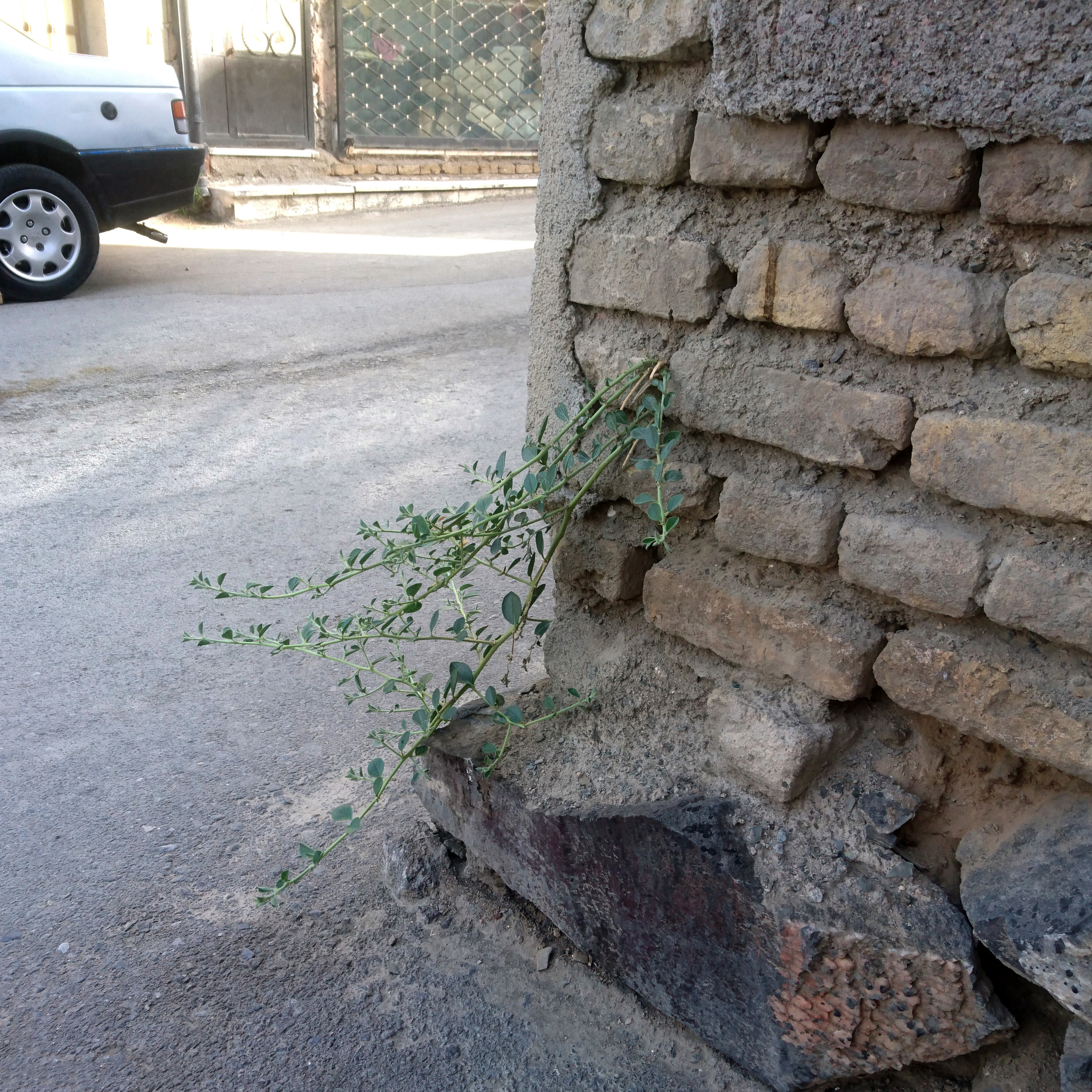
رویش کبر از درون دیوار
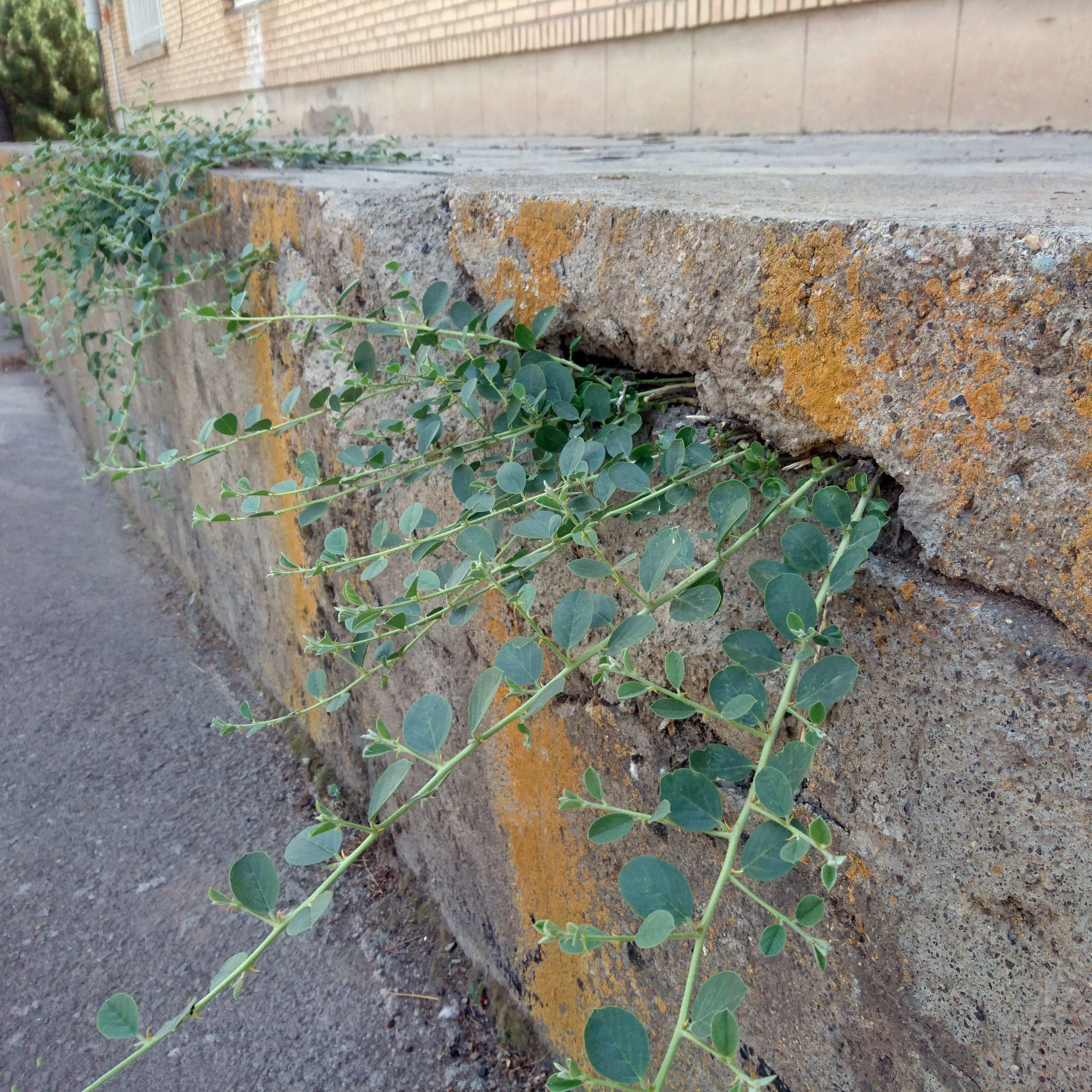
رویش کبر از درون شکاف ها
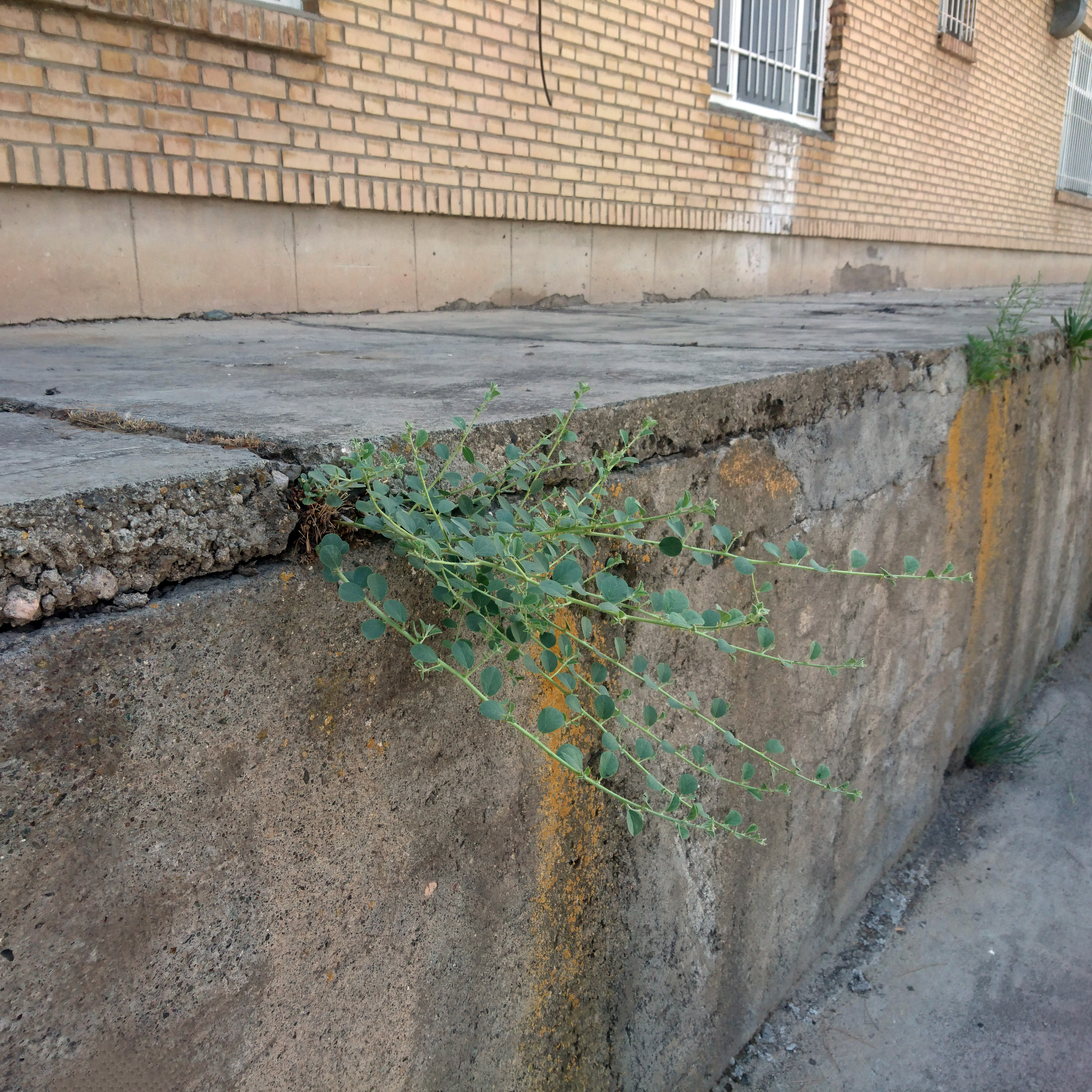
رویش کبر از درون شکاف ها
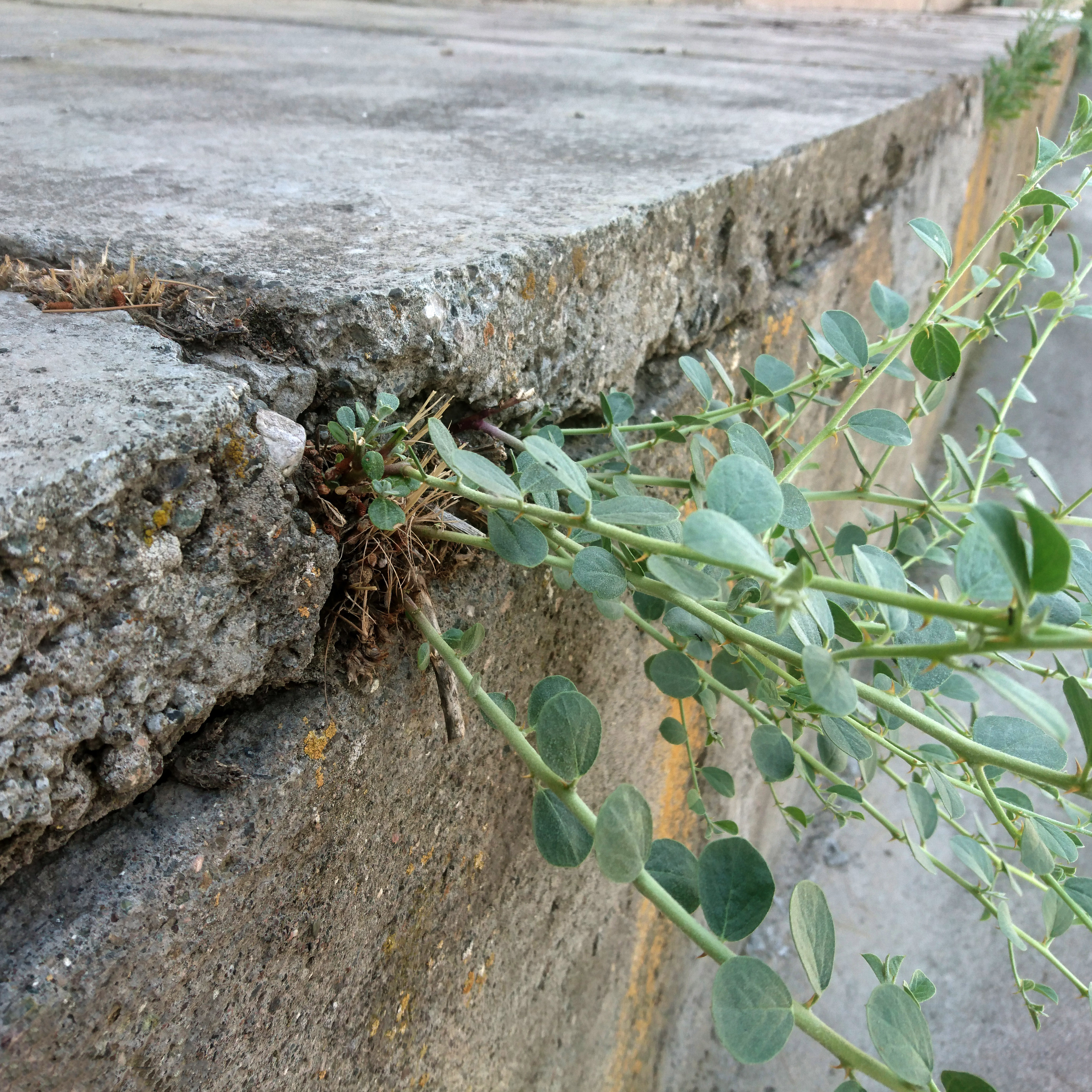
نمای نزدیک طوقه درون شکاف
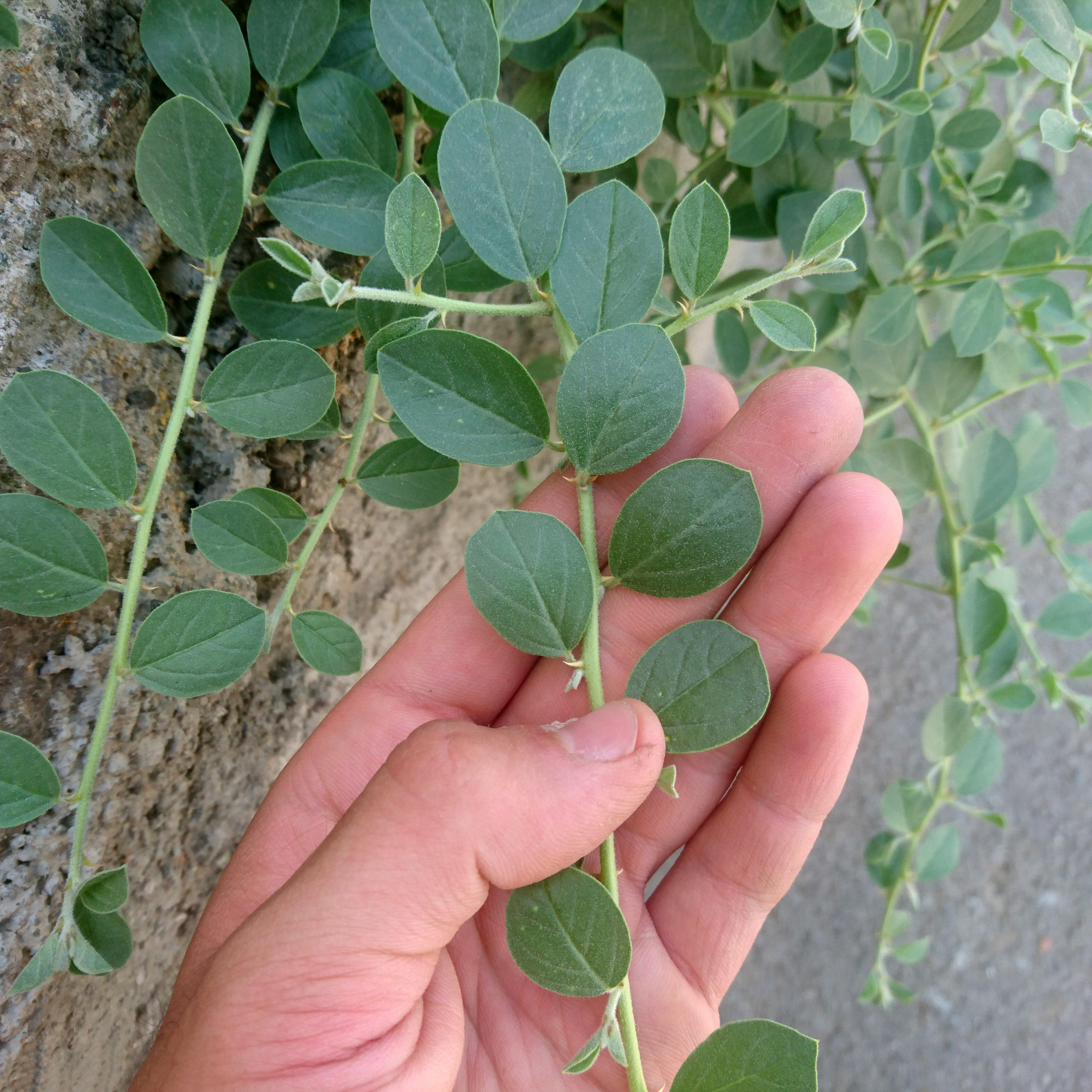
نمای نزدیک برگ
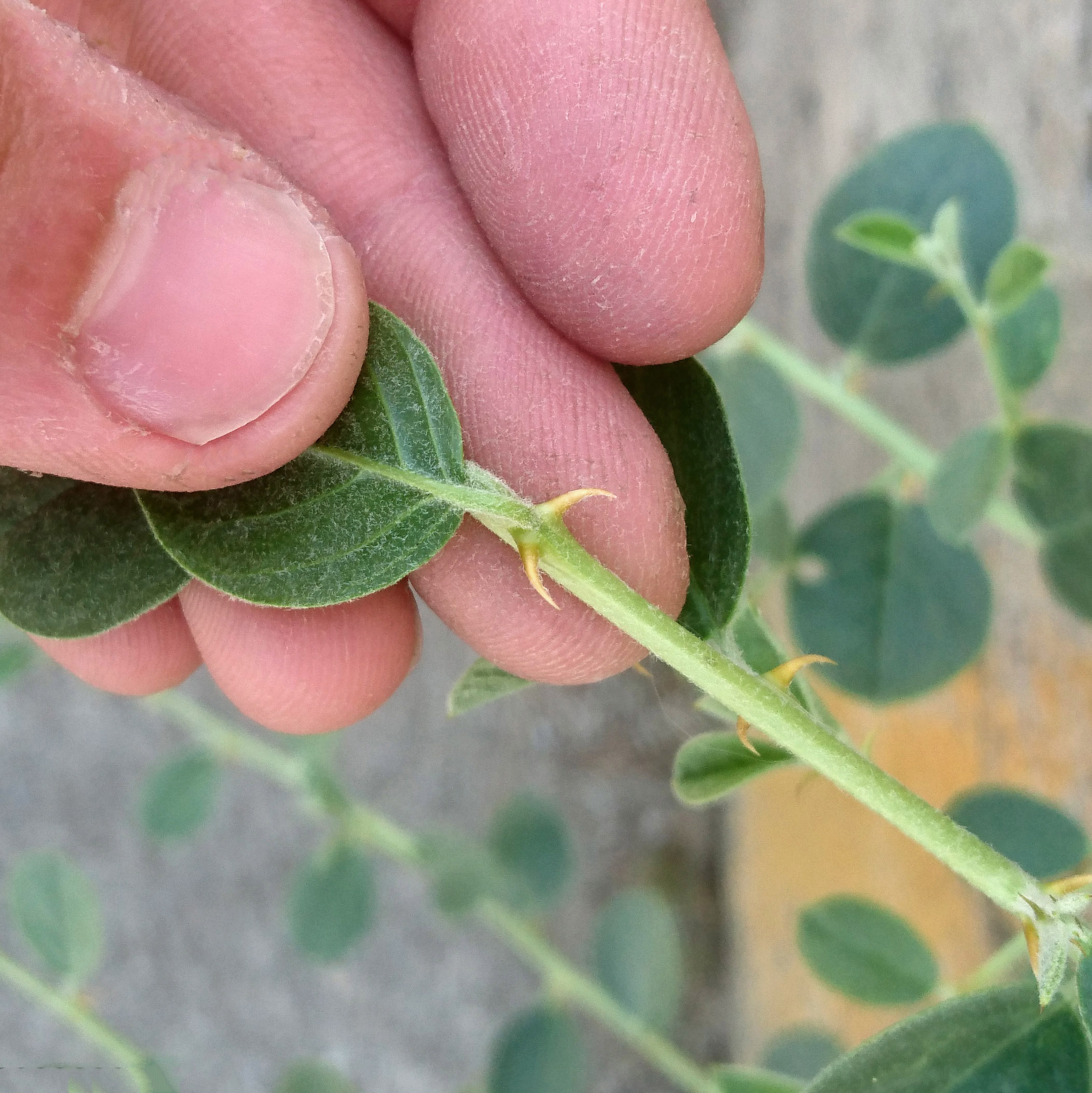
نمای نزدیک خارهای قلاب مانند
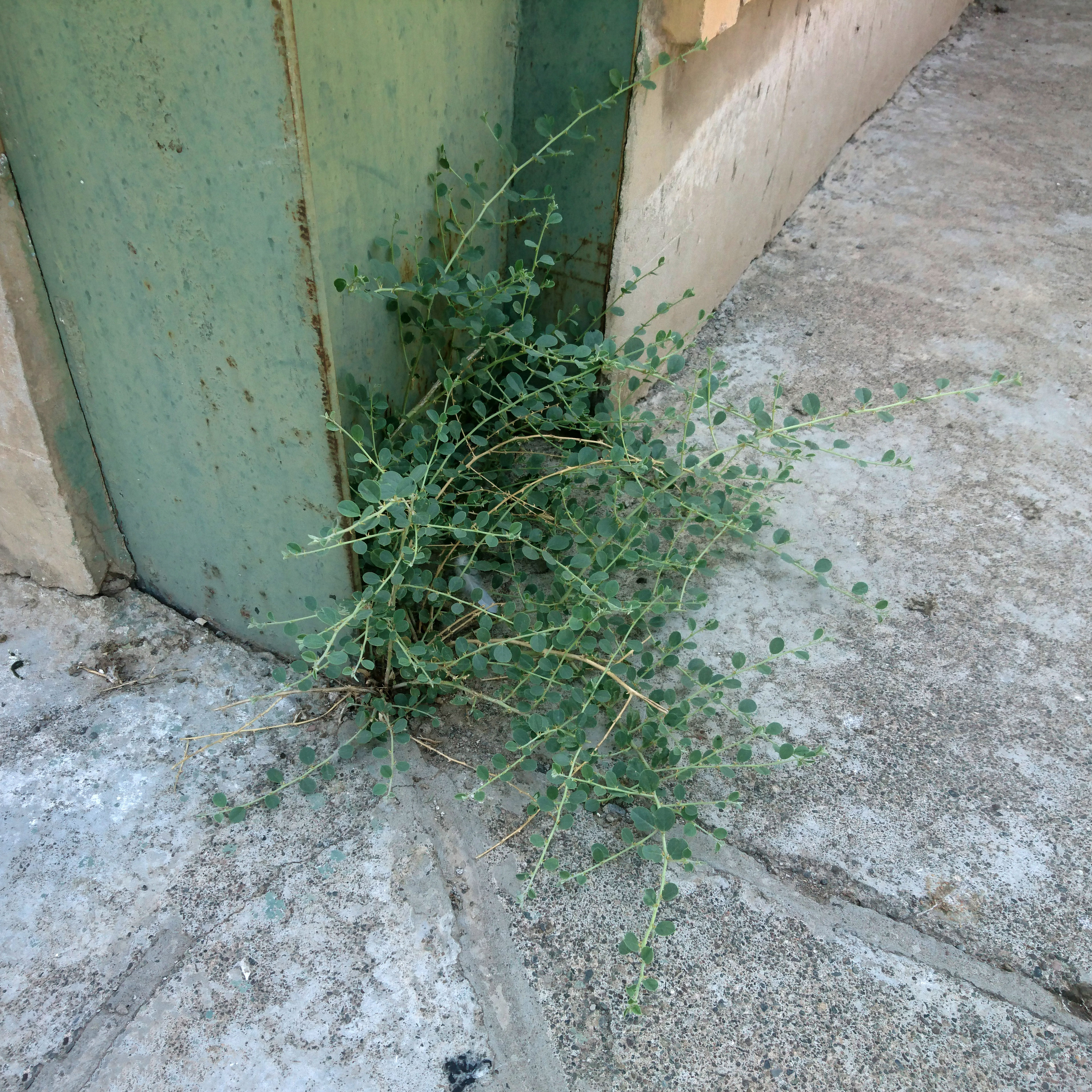
رویش کبر از کنج دیوار
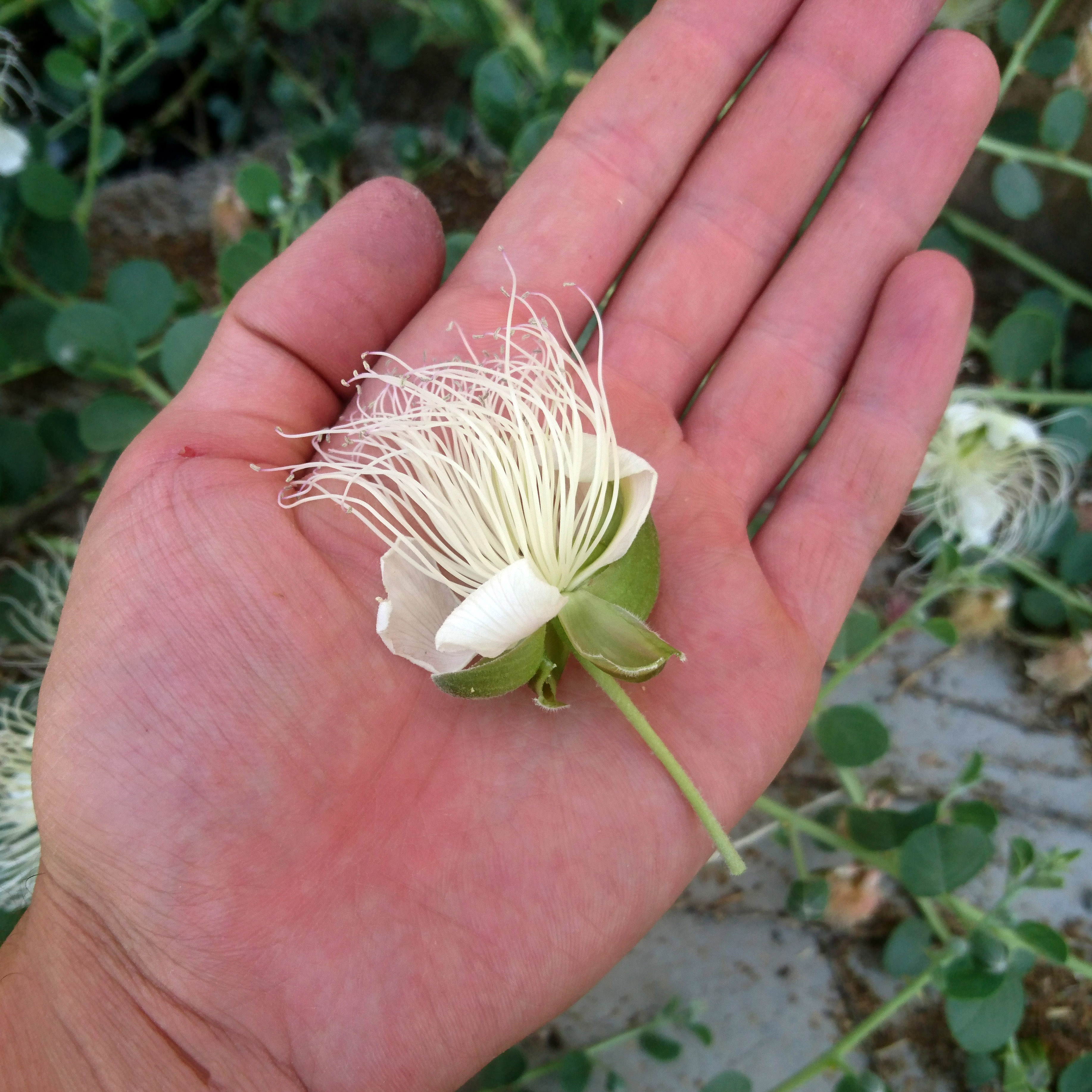
گل کبر
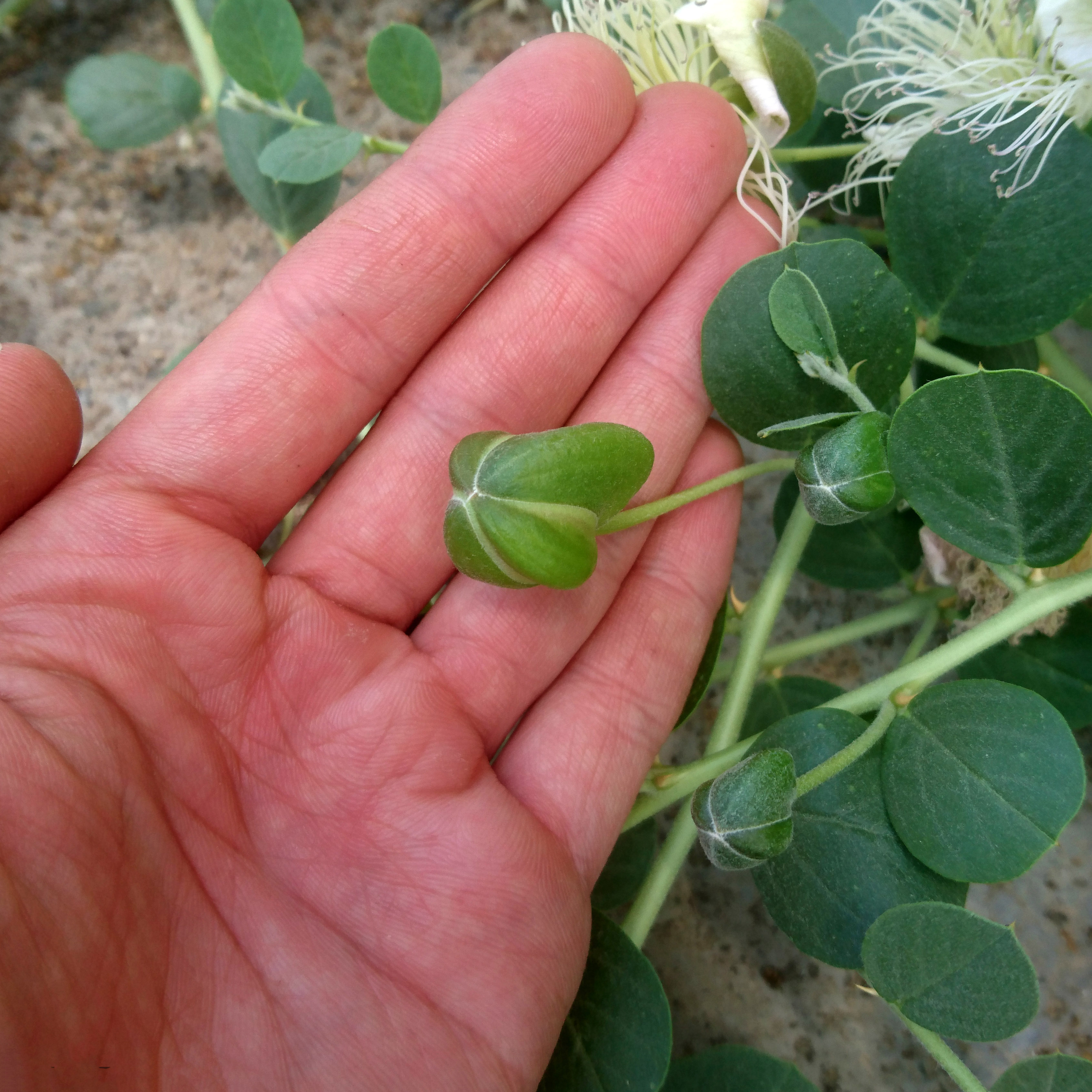
غنچه گل کبر
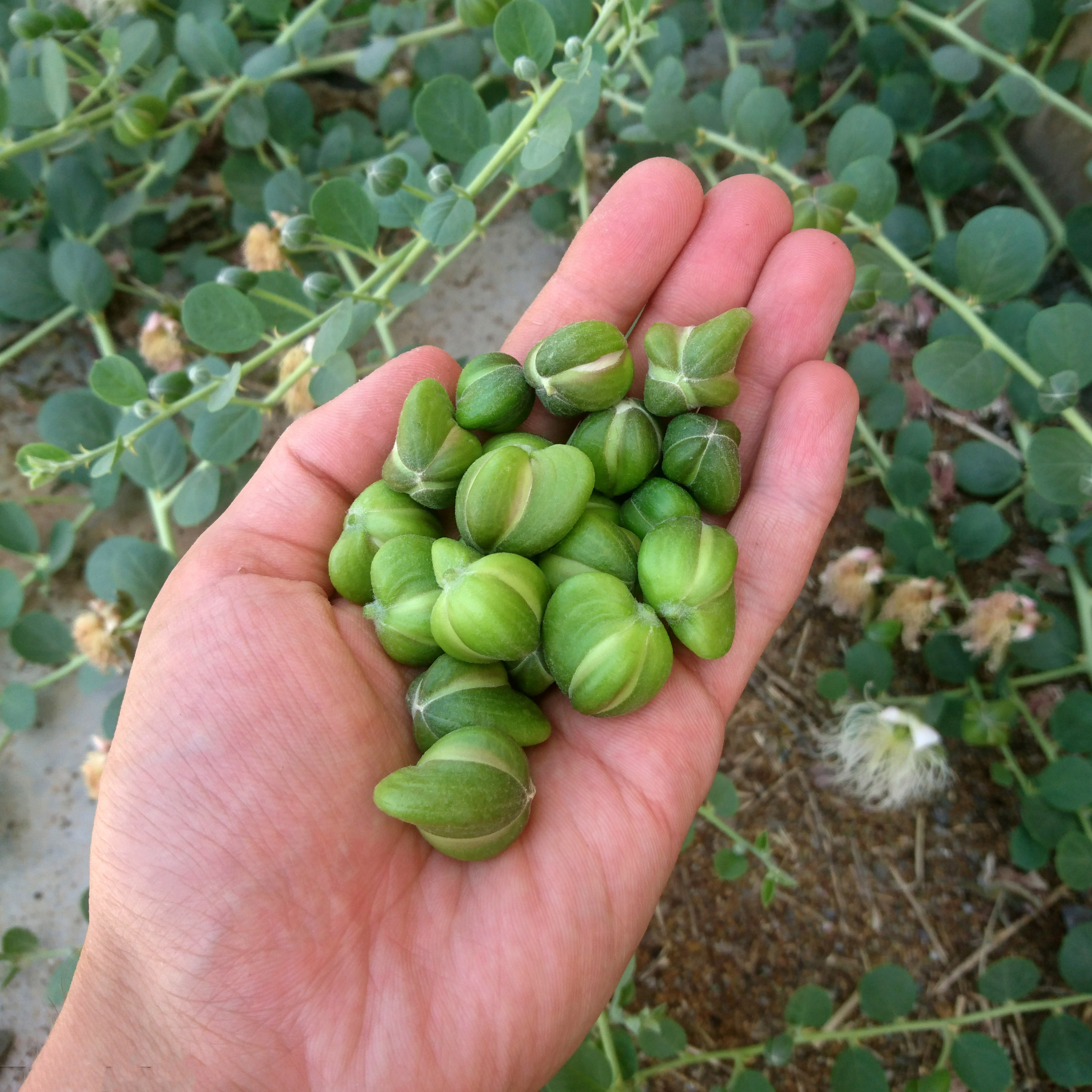
غنچه های گل کبر
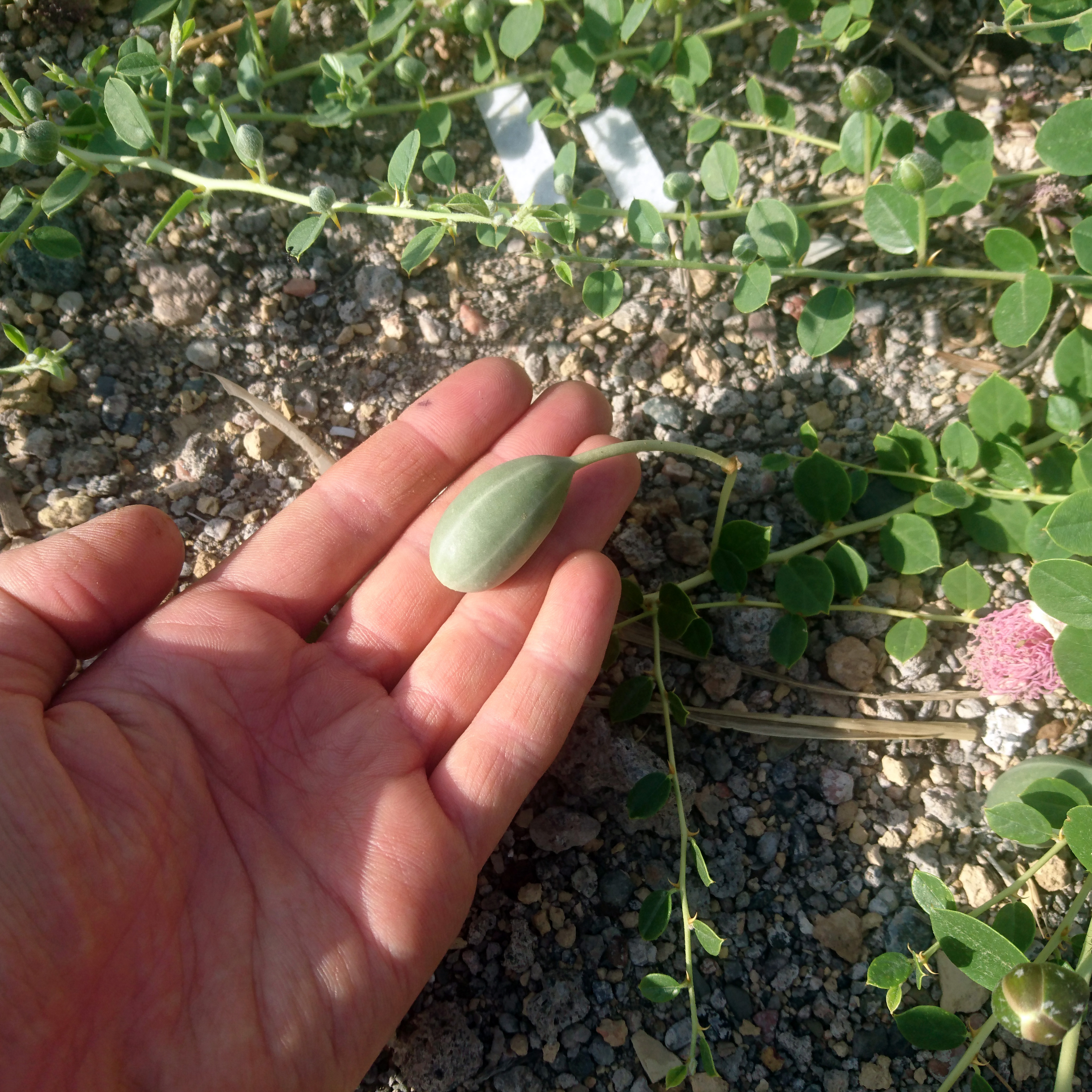
میوه نرسیده کبر
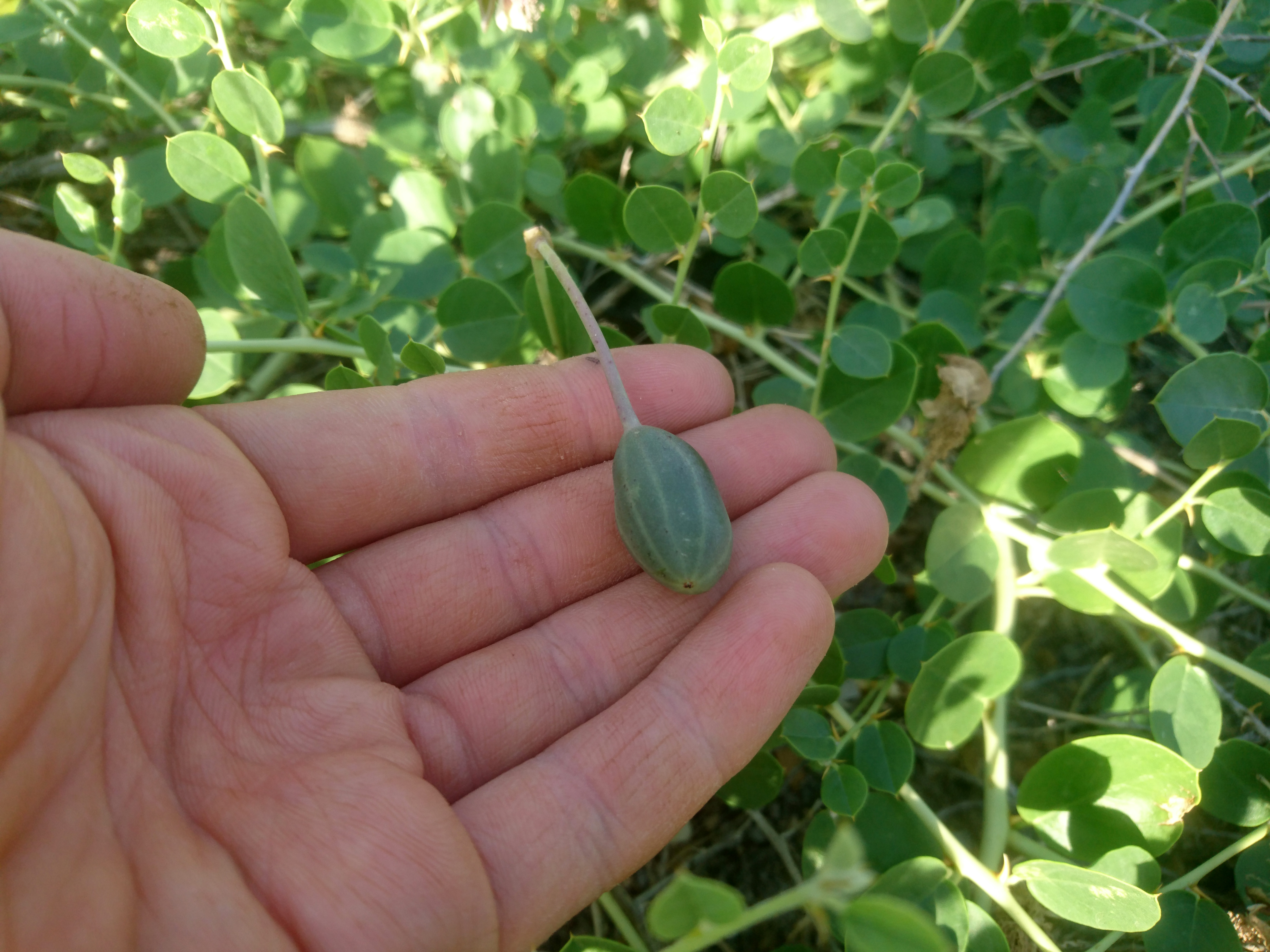
میوه نرسیده کبر
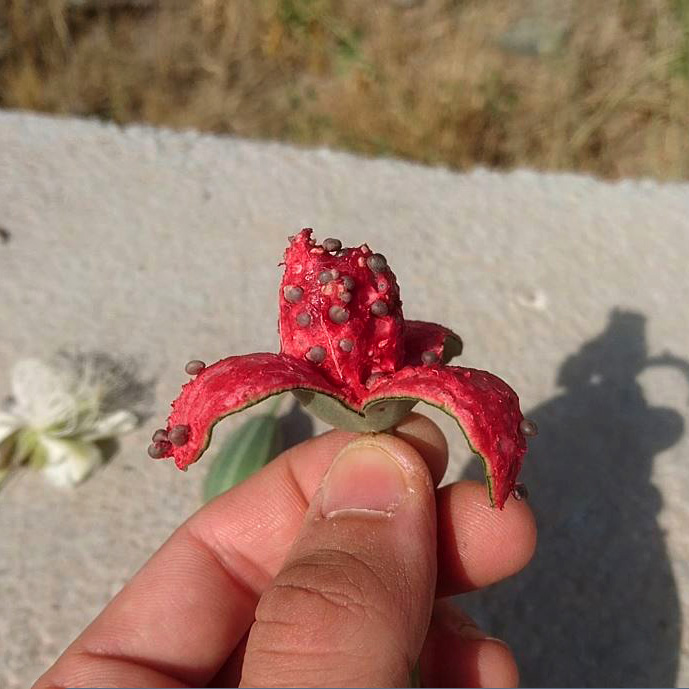
میوه رسیده
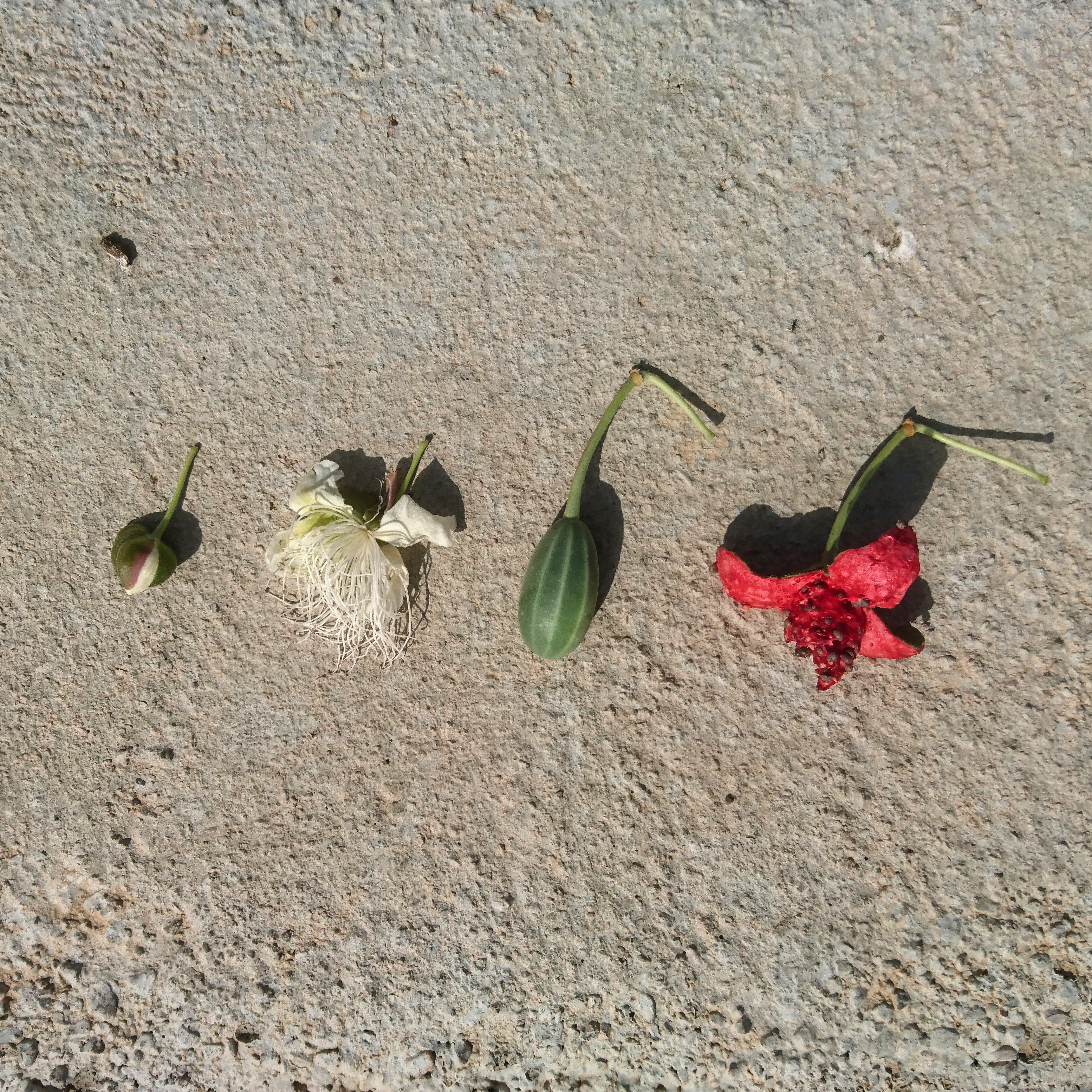
از غنچه تا میوه بالغ